# الدوري الفرنسي لكرة اليد
الدوري الفرنسي لكرة اليد (LNH Division 1) هو الدوري الرئيسي لكرة اليد للمحترفين في فرنسا. يدار من قبل اتحاد كرة اليد الفرنسي. تأسس في سنة 1952، ويتكون حاليا من قبل 14 فريقا. يتأهل كل من البطل والوصيف إلى دور المجموعات في دوري أبطال أوروبا لكرة اليد. يعتبر نادي مونبلييه لكرة اليد هو الأكثر تتويجا بـ 14 لقبا.